# Muộn rồi mà sao còn
"Muộn rồi mà sao còn" là một bài hát được thu âm bởi ca sĩ kiêm sáng tác nhạc người Việt Nam Sơn Tùng M-TP và do chính anh sản xuất và hoà âm phối khí. Bài hát được quảng bá và biểu diễn lần đầu tiên vào ngày 24 tháng 4 năm 2021, thông qua buổi trình diễn trực tuyến Giật mình lần 1 trên POPS, sau đó được phát hành chính thức vào ngày 29 tháng 4 năm 2021. Video âm nhạc của bài hát, được phát hành trên YouTube vào ngày 29 tháng 4 năm 2021.
Sau khi phát hành, bài hát đã đạt được nhiều thành công lớn về mặt thương mại, đạt đỉnh tại vị trí thứ 126 trên bảng xếp hạng Billboard Global 200 Excl. U.S., đưa Sơn Tùng M-TP trở thành nghệ sĩ Đông Nam Á đầu tiên lọt vào bảng xếp hạng này. Tại Việt Nam, bài hát mở màn tại vị trí thứ 6 trên Billboard Vietnam Top Vietnamese Songs, và vị trí thứ 8 trên Billboard Vietnam Hot 100, khi hai bảng xếp hạng này được ra mắt chính thức.

## Bối cảnh và phát hành
Vào đầu năm 2021, Sơn Tùng M-TP gặp phải bê bối đời tư và tranh cãi về vấn đề tác quyền đối với bài hát "Chúng ta của hiện tại". Trước những luồng ý kiến trái chiều trên mạng xã hội và sau thời gian quảng bá cho đĩa đơn quảng bá "Skyler", Sơn Tùng M-TP đã tạm thời ngưng hoạt động trên Internet một thời gian ngắn. Ngày 10 tháng 4 năm 2021, anh đã đăng tải một bức ảnh với nội dung "Muộn rồi mà sao còn..." lên trang cá nhân của mình. Sau đó, liên tiếp vào hai ngày 11 và 12 tháng 4, anh tiếp tục đăng tải những tấm ảnh khác trên mạng xã hội, với nội dung lần lượt là "nhìn lên trần nhà rồi quay ra..." và "rồi lại quay vào...". Những dòng trạng thái này là lời bài hát của "Muộn rồi mà sao còn", được công bố trong teaser âm thanh.
Tối ngày 13 tháng 4 năm 2021, Sơn Tùng M-TP đăng tải một đoạn video teaser âm thanh, trong đó công bố tên đĩa đơn là "Muộn rồi mà sao còn" trên Facebook và YouTube. Cùng thời điểm với video âm nhạc, bài hát được phát hành toàn cầu, trên các nền tảng nghe nhạc trả phí vào ngày 29 tháng 4 năm 2021.

## Sáng tác
Được viết theo thể loại R&B cùng tiếng trống điện tử nhịp nhàng, Sơn Tùng chia sẻ bài hát này "kể về một cậu con trai say nắng một người con gái. Khi về nhà chàng trai này thức cả đêm, tự cười một mình và chỉ để nghĩ rằng giá như một ngày nào đó mình có thể gặp lại người con gái này để nói ra những cảm xúc trong con tim. Và để mong rằng mình có một cơ hội nào đó tiến đến gần hơn với cô gái".

## Quảng bá
Sau khi đăng tải teaser âm thanh một ngày, anh thông báo rằng đĩa đơn "Muộn rồi mà sao còn" sẽ được phát hành qua buổi trình diễn trực tiếp trực tuyến vào ngày 24 tháng 4 có tên Giật mình lần 1 trên POPS, cùng một video có tựa đề "Call to Action" nhằm quảng bá cho buổi trình diễn này.

## Đánh giá chuyên môn
P.C. Tùng từ Thanh Niên cho rằng bài hát rất bắt tai và có phần lời trong sáng đầy ý nghĩa, đặc biệt phần điệp khúc "cứ ôm anh đi" chiếm trọn tình cảm của người nghe.

## Video âm nhạc
Video âm nhạc được phát hành trên YouTube Premier vào lúc 21 giờ 57 ngày 29 tháng 4 năm 2021. Trước đó một ngày, teaser video 7 giây được đăng tải trên POPS. Video âm nhạc đã đạt hơn 662 nghìn người xem công chiếu cùng lúc, trở thành video Việt Nam có lượng người xem công chiếu nhiều thứ 3, sau "Có chắc yêu là đây" và "Chúng ta của hiện tại" của chính anh.

## Xếp hạng
| Bảng xếp hạng (2020-2022)            | Vị trí cao nhất |
| ------------------------------------ | --------------- |
| Global Excl. US (Billboard)          | 126             |
| Việt Nam (Billboard Vietnam Hot 100) | 8               |

## Lịch sử phát hành
| Quốc gia | Ngày                | Định dạng                       | Hãng đĩa           | Ng. |
| -------- | ------------------- | ------------------------------- | ------------------ | --- |
| Toàn cầu | 29 tháng 4 năm 2021 | Tải kỹ thuật số phát trực tuyến | M-TP Entertainment |     |